# Exodos
Exodos (gr. ἔξοδος, éksodos – „odejście”) – w literaturze greckiej pieśń śpiewana na zakończenie tragedii przez chór schodzący z orchestry, już po zakończeniu właściwej akcji utworu. Zasadniczo nie wprowadza nowych zdarzeń, ale jest ich podsumowaniem oraz liryczno-moralistycznym komentarzem do nich.